# Lo que no te mata te hace más fuerte
Lo que no te mata te hace más fuerte (título original en sueco: 'Det som inte dödar oss': , literalmente "Lo que no nos mata", en inglés el título se ha traducido como The Girl in the Spider's Web) es la cuarta novela en la serie de Milennium.  Se centra en los personajes de Lisbeth Salander y Mikael Blomkvist. Escrito por David Lagercrantz, constituye la primera novela de esta saga no escrita por su creador y autor de los primeros tres libros de la serie, Stieg Larsson, que murió de un ataque de corazón en 2004. La novela fue lanzada en todo el mundo el 27 de agosto de 2015, excepto en Estados Unidos, donde  se publicó el 1 de septiembre de 2015. La novela fue llevada al cine con el título The Girl in the Spider's Web (traducida como La chica en la telaraña en Hispanoamérica y Millennium: Lo que no te mata te hace más fuerte en España).

## Creación y publicación del libro
En diciembre de 2013, el editor sueco de la serie de Milennium, Norstedts Förlag, anunció planes para un cuarto libro de Milenio, escrito por David Lagercrantz, para publicarse en agosto de 2015. Se tomaron precauciones extremas para evitar que se filtrara ningún detalle, o ninguna copia antes de tiempo. Lagercrantz escribió el libro en un ordenador sin conexión a internet, y entregó personalmente los manuscritos al editor. Lagercrantz informó que entregó el borrador en enero de 2015.
Lagercrantz tuvo libertad de escribir dentro de las pautas marcadas en anteriores libros por Larsson. Él intentó mantener la complejidad de la serie con varias líneas argumentales pero no quiso imitar la "autoridad periodística" de Larsson.
La novela se tradujo a 38 lenguas diferentes, incluyendo una traducción inglesa por George Goulding. La versión española está traducida por Martín Lexell y Juan José Ortega Román. Como las novelas anteriores, la traducción en lengua española fue publicada por la editorial Destino.
La propiedad literaria de la serie está plenamente controlada por el padre y el hermano de Larsson que contrataron a Lagercrantz y han apoyado la edición de más libros.
Aun así, la pareja de Larsson, Eva Gabrielsson, ha criticado el proyecto y se ha referido a Lagercrantz como "una elección completamente idiota" para continuar la serie de Millennium. Posee un cuarto manuscrito inacabado de la serie de Milenio, el cual no está incluido en la novela.
En una entrevista, Lagercrantz respondió que  quien tuviera una crítica contra Stieg Larsson y el  retrato del protagonista Mikael Blomkvist: "las mujeres vienen a [Mikael Blomkvist], se enamoran y quieren dormir con él, sin que él tenga que enamorarlas. Intenté que no sonara tan forzado cuando no lo podría entender."
Cuándo se le preguntó sobre la decisión para continuar la serie después de la muerte de Larsson, Sonny Mehta, el presidente de Knopf —el editor de todos los libros de Milennium— dijo: «Lisbeth Salander es una de las heroínas,  pienso, del siglo XXI, y quizás la menos convencional. Es valiente,  es intrépida, no tiene miedo a nada,  tiene un núcleo moral (...) Y espero que el público disfrute con el retorno de la extraña pareja que forman Salander y el periodista de investigación Blomkvist».

## Argumento
Un ingeniero informático llamado Frans Balder abandona un prestigioso trabajo en Silicon Valley y vuelve a Suecia para hacerse cargo de su hijo autista August. Balder es un ingeniero informático que trabaja en importantes proyectos sobre inteligencia artificial, por lo cual vive en amenaza de muerte. A esto se le suma que descubre que su hijo tiene el síndrome de Savant y es capaz de dibujar con una precisión matemática. Blomkvist y Salander entran en escena para enfrentarse a la organización que persigue a Balder.

## Recepción
El libro recibió una mezcla de críticas positivas de los principales críticos.
Una primera revisión por el Upsala Nya Tidning opinaba que el libro era un retrato del "delito estándar", retratando una versión más infantil y humana de Blomkvist y Salander, mientras que minimiza las características más exageradas y cómicas de la serie.
El libro lideró la lista de los más vendidos en Estados Unidos en agosto de 2015.

## Adaptación en película
Columbia Pictures anunció en noviembre de 2015, la adaptación al cine de la novela, con guion de Steven Knight. El director elegido fue  Fede Álvarez. A diferencia de las anteriores adaptaciones de los libros, The Girl in the Spider's Web fue la primera adaptación de la serie producida íntegramente en inglés. TheWrap informó que Alicia Vikander era una opción para llevar el papel de Salander. La actriz Rooney Mara manifestó mientras promocionaba Carol que había firmado para realizar la secuela: "Hasta donde yo sé estoy en la película hasta que alguien me diga otra cosa". Sin embargo, en marzo de 2017 se confirmó que el reparto de la película sería distinto de la película anterior y en mayo de 2017 Variety informó que Claire Foy encarnaría el papel de Lisbeth Salander. 
Los productores fueron Scott Rudin, Søren Stærmose, Ole Søndberg, Amy Pascal, Elizabeth Cantillon, Eli Bush y Berna Levin y los productores ejecutivos Anni Faurbye Fernandez, Line Winther Skyum Funch, Johannes Jensen y David Fincher. Sylvia Hoeks fue contratada para interpretar a Camilla Salander. El estreno se produjo el 24 de octubre de 2018, en el Festival de Cine de Roma.